# L1551 IRS 5
L1551 IRS 5 är ett protostellärt hölje som omger ett binärt protostjärnsystem beläget i den södra delen av stjärnbilden Oxen. Dubbelstjärnan i sig är känd som L1551 NE,och varje stjärna är omgiven av protoplanetarisk skiva. Den är en av Jim Kalers De 100 största stjärnorna. Den har en högsta skenbar magnitud av ca 9,3 (K) och kräver ett teleskop för att kunna observeras. Den beräknas den befinna sig på ett avstånd på ca 450 ljusår (140 parsek) från solen.

## Egenskaper

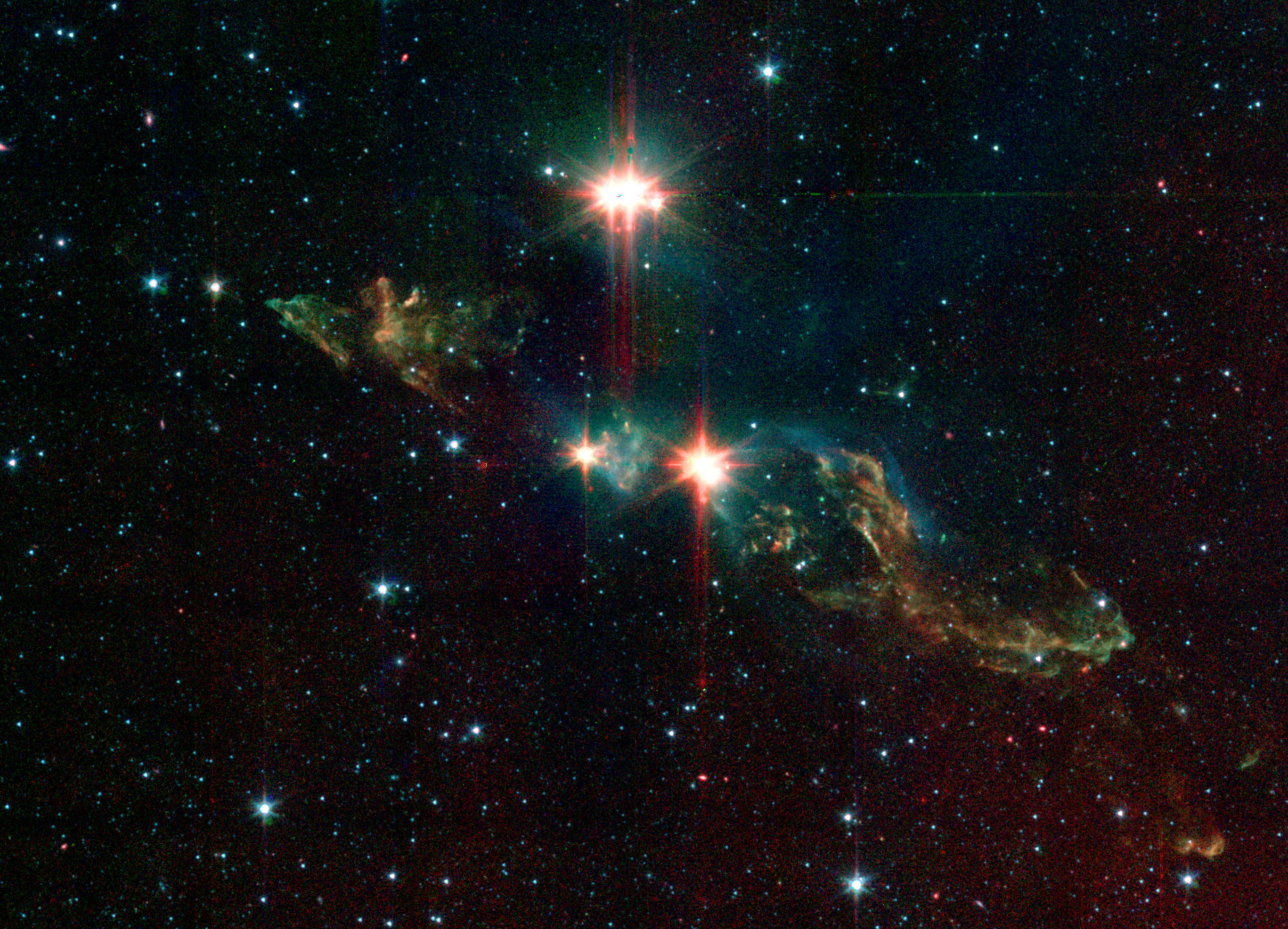
Herbig-Haro Object 154 (HH 154) kring L1551 IRS5. L1551 IRS5 är den ljusa stjärnan i mitten och L1551NE är den något mindre ljusstarka stjärnan till vänster om IRS5. Bildkredit: Spitzer Space Telescope.

Primärstjärnan L1551 IRS A är en orange till röd stjärna i huvudserien av spektralklass K3 V. Den har en massa som är lika med ca 0,68 solmassor, en radie som är ca 4 solradier och utsänder energi från dess fotosfär motsvarande ca 4,2 gånger solen vid en effektiv temperatur av ca 11 400 K.